# Tanypus maculatus
Tanypus maculatus är en tvåvingeart som först beskrevs av Macquart 1826.  Tanypus maculatus ingår i släktet Tanypus och familjen fjädermyggor.
Artens utbredningsområde är Frankrike. Inga underarter finns listade i Catalogue of Life.